# Asienspiele 2022/Wasserball
Bei den Asienspielen 2022 wurden vom 25. September bis 7. Oktober 2023 insgesamt zwei Turniere im Wasserball ausgetragen, davon je eines bei den Männern und bei den Frauen. Austragungsort war das Huanglong Sports Centre Swimming & Diving Centre.

## Bilanz

### Medaillenspiegel
| Platz  | Land       | Gold | Silber | Bronze | Gesamt |
| ------ | ---------- | ---- | ------ | ------ | ------ |
| 1      | China      | 1    | 1      | —      | 2      |
| 1      | Japan      | 1    | 1      | —      | 2      |
| 3      | Kasachstan | —    | —      | 2      | 2      |
| Gesamt | Gesamt     | 2    | 2      | 2      | 6      |

### Medaillengewinner
| Disziplin | Gold | Silber | Bronze |
| --------- | --- | --- | --- |
| Männer    | JapanSeiya Adachi Atsushi Arai Kenta Araki Kiyomu Date Yusuke Inaba Towa Nishimura Ikkei Nitta Daichi Ogihara Keigo Okawa Toi Suzuki Mitsuru Takata Katsuyuki Tanamura Taiyo Watanabe | ChinaChen Rui Chen Yimin Chen Zhongxian Chu Chenghao Hu Zhangxin Liang Zhiwei Liu Yu Peng Jiahao Tan Feihu Wu Honghui Xie Zekai Zhang Chufeng Zhang Jinpeng | KasachstanRuslan Achmetow Danil Artjuch Temirlan Balfanbajew Jegor Beloussow Dušan Marković Daniil Matolinez Michail Rudai Murat Shakenow Alexei Schmider Sultan Schonschigitow Eduard Zoi Rustam Ukumanow Srđan Vuksanović                                  |
| Frauen    | ChinaZhang Jiaqi Yan Siya Yan Jing Xiong Dunhan Zhai Ying Wang Shiyun Lu Yiwen Wang Huan Deng Zewen Nong Sanfeng Chen Xiao Zhang Jing Dong Wenxin                                     | JapanMinami Shioya Yumi Arima Akari Inaba Eruna Ura Kako Kawaguchi Hikaru Shitara Ai Sunabe Eri Kitamura Kiyoka Goto Fuka Nishiyama Momo Inoue              | KasachstanAlexandra Scharkimbajewa Darja Potschinok Anastassija Gluchowa Wiktorija Kaplun Walerija Anossowa Madina Rachmanowa Anna Nowikowa Jelisaweta Rudnewa Milena Nabijewa Wiktorija Chritankowa Anastassija Mirschina Anastassija Zoi Marija Martynenko |